# Joseph Martin
Joseph Martin (Milton, Ontário, 24 de setembro de 1852 - Vancouver, 2 de março de 1923) foi um político, professor, advogado e jornalista canadense. É um dos políticos mais controversos no Canadá do final do século XIX e início do século XX. Martin foi deputado nos parlamentos das províncias de Manitoba e Colúmbia Britânica, a Casa dos Comuns do Canadá e na Câmara dos Comuns do Reino Unido. De 28 de fevereiro a 15 de junho de 1900, ele foi primeiro-ministro da província da Colúmbia Britânica, o seu mandato de três meses e meio foi o mais curto de todos.

## Início da Vida
Martin se mudou com sua família para o Michigan em 1865. Lá ele trabalhou nas horas vagas da escola em um escritório de telegrafia. Em 1872, entrou em uma faculdade pública de professores em Ypsilanti, continuou sua formação em Toronto e em 1974 foi expulso da faculdade de professores por mal comportamento. Martin teve um caráter briguento e tendia a descarregar as discordâncias com os punhos, o que lhe rendeu o apelido de Fighting Joe ("Joe lutador").
Apesar da expulsão poderia ensinar durante três anos em Ottawa. Em 1877, se matriculou na Universidade de Toronto, porém interrompeu os estudos depois de dois anos. Depois disso, estava em um subúrbio de Ottawa reitor de uma escola. Em 1881 se casou e se estabeleceu no ano seguinte com sua esposa em Portage la Prairie, na provincia baixa de Manitoba. Fez Direito em cursos noturnos, recebeu sua patente de advogado e abriu um escritório de advocacia. 

## Manitoba
Logo Martin começou a interessar-se pela política provincial. Entrou para o Partido Liberal e em Janeiro de 1883 foi eleito  deputado pelo eleitorado de Portage la Prairie na Assembléia Legislativa de Manitoba. Na oposição, Martin assumiu um papel de liderança, ele criticou o primeiro-ministro John Norquay e o monopólio da Canadian Pacific Railway no oeste. Em Janeiro 1888 Thomas Greenway formou um novo governo e nomeou Martin Procurador-Geral e também Comissário de ferrovias.
Em 1890 Martin trouxe um projeto de lei, que prevê, a retirada do estatuto de língua oficial do Francês, e o fim do apoio financeiro às escolas católicas. Embora a lei violasse o Manitoba Act, foi levada ao parlamento provincial, o que causou uma controvérsia jurídica. Por mais de cinco anos colocaram os tribunais com a questão escolar de Manitoba à parte.

## Política Federal
Nas eleições da Casa dos Comuns em março de 1891 a candidatura de Martin por uma cadeira pelo eleitorado de Selkirk falhou. Quando Hugh John Macdonald, filho do primeiro-ministro canadense John Macdonald, renunciou, Martin candidatou-se nas eleições de Winnipeg por uma cadeira e venceu por aclamação. Na Camara dos Comuns não se ajustou tão bem à bancada liberal. Suas ideias de livre-comércio já não eram maioria e os deputados franco-canadenses desprezavam-no por  seu papel desempenhado na questão das escolas de Manitoba. Nas eleições da Casa dos Comuns em  junho de 1896 Martin perdeu sua cadeira novamente para Macdonald.

## Colúmbia Britânica
Em 1897 Martin foi para Vancouver e abriu um escritório lá. Em Julho de 1998 foi eleito na Assembleia Legislativa da Colúmbia Britânica. O sistema político da província era muito instável e marcado pelas numerosas trocas de governo por causa da ausência de partidos políticos. Depois que  John Herbert Turner, que representava os interesses das grandes corporações, renunciou em agosto de 1898, Charles Augustus Semlin foi o novo primeiro-ministro e nomeou Martin procurador geral.
Mais uma vez Martin criou polêmica. Liderou a resistência contra os proprietários de mina pela jornada de oito horas de trabalho e aprovou uma lei que proibia os chineses de adquirir imóveis. O Governo Federal tomou medidas para desfazer a legislação de Martin. Em uma audiência pública sobre esse assunto ele criticou duramente o governo provincial e finalmente os trouxeram ao caso.
Em 28 de Fevereiro de 1900 Martin tornou-se primeiro ministro. Nas eleições em 9 de Junho de 1900 nem seu grupo nem aqueles em torno de Semlin formaram maioria. Uma semana depois, em 15 de Junho, Martin foi demitido pelo vice-governador Thomas Robert McInnes. Ele passou novamente para a oposição e nas eleições de outubro de 1903 perde sua cadeira. Em 1907 funda o jornal Vancouver Guardian. Nas eleições da Casa dos Comuns em 1908 Martin concorreu em Vancouver como candidato independente, porém não foi eleito.

## Grã-Bretanha
Martin mudou-se para Grã Bretranha e estabeleceu-se em Londres. Ele entrou para o Partido Liberal e foi eleito deputado na Casa dos Comuns pelo círculo eleitoral de St. Pancras. Por causa da Primeira Guerra Mundial levou a candidatura até 1918. Martin porém retorna já em 1914 para o Canadá e abandona sua cadeira no Parlamento Britânico. 
Apenas chegou em Vancouver, candidatou-se para o cargo de prefeito porém sem sucesso. Em 1916 fundou o jornal Evening Journal. Também não teve nenhum sucesso nas eleições provinciais de Outubro de 1920, entra para a Asiatic Exclusion League que se manifesta contra a imigração asiática.